# Морис Халбвакс
Морис Халбвакс (на френски: Maurice Halbwachs, френски: [mɔˈʁis ˈalbvaks]) е френски философ и социолог, известен с разработката си на понятието за „колективна памет“.

## Биография
Роден е на 11 март 1877 година в Реймс, Франция. Учи философия във Екол нормал сюпериор в Париж заедно с Анри Бергсон, който му оказва силно влияние. През 1901 г. завършва философия. Преподава в различни лицеи преди да замине за Германия през 1904 г. Там учи в Университета в Гьотинген и работи върху каталогизирането на трудовете на Готфрид Вилхелм Лайбниц. Халбвакс е съредактор на сборник със съчинения на Лайбниц, който така и не излиза, но издава едно популярно изложение на неговата философия.
През 1905 г. се връща във Франция, където се запознава с Емил Дюркем и започва да се интересува от социология. Присъединява се към редакторския екип на Социологически годишник (на френски: L'Année Sociologique), където работи с Франсоа Симиан като редактира отдел „Икономика и статистика“.
През 1909 г. се връща в Германия. Учи марксизъм и икономика в Берлин. По време на Първата световна война работи в щаба на военното министерство. Малко след войната става професор по социология и педагогика в Университета в Страсбург. На тази работа остава повече от десет години. Една година преподава и като гост-лектор в Чикагския университет.
През 1935 г. е поканен в Сорбоната, където преподава социология. Там се сприятелява с Марсел Мос. Редактор е на Annales de Sociologie, списанието, наследило L'Année Sociologique. Отделя особено внимание на статистиката, макар и да не иновира в нейното тълкуване. През 1944 г. е почетен с място в Колеж дьо Франс (на френски: Collège de France), където преподава социална психология. Заради социалистическите си възгледи е арестуван от Гестапо при нацистката окупация на Париж. Депортиран е в Бухенвалд, където на 16 март 1945 година умира от дизентерия.
Част от книгите му са предложени от овдовялата му съпруга на библиотеката към Центъра по социолингвистика (на френски: Centre d'études sociologiques) и сега се съхраняват в библиотеката за хуманитарни и социални науки в Париж (Descartes-CNRS).

## Основни идеи

### „Причините за самоубийството“ (1930)
В тази книга Морис Халбвакс следва методиката на своя ментор Емил Дюркем като развива и усложнява теориите за самоубийството.

### „Колективната памет“ (1950)
Посмъртно издадената книга „Колективната памет“ остава най-известният труд на Халбвакс. В нея той развива тезата, че в обществото, извън индивидите, съществува и „колективна памет“. Идеята му се опира на прозрението, че определено умствено съдържание, за да бъде признато за „памет“ се нуждае от общественото апробиране. Така, в последна сметка, паметта зависи от границите на общността и мястото ѝ в обществото. Така се оказва, че има не само индивидуална памет, но и групова памет, границите на която се простират отвъд индивида. Следователно индивидуалното разбиране за миналото е също така силно свързано с това колективно съзнание.

### За него
- Michel Verret, Lectures sociologiques: Bourdieu, Passeron, Hoggart, Halbwachs, Janet, Le Play, Girard, Naville, Paris, Harmattan, 2009 (ISBN 978-2-296-10391-7).
- Dietmar Wetzel, Maurice Halbwachs, Konstanz, UVK Verlagsgesellschaft, 2009 (ISBN 978-3-86764-106-7).
- Marie Jaisson and Christian Baudelot, eds, Maurice Halbwachs, sociologue retrouvé, Paris, Rue d’Ulm, 2007 (ISBN 978-2-7288-0387-3).
- Annette Becker, Maurice Halbwachs, un intellectuel en guerres mondiales 1914 – 1945, Paris. Agnès Viénot, 2003 (ISBN 2-914645-46-5).
- Gérard Namer, Halbwachs et la mémoire sociale, Paris, L’Harmattan, 2000 (ISBN 2-7384-9595-8).
- Realino Marra, Halbwachs, la memoria collettiva e lo spazio giuridico. – В: „Sociologia del diritto“, XV-1, 1988, pp. 141 – 50.